# Wilfried Müller (Generalmajor)
Wilfried Müller (* 8. Mai 1931 in Magdeburg; † 15. November 1993) war ein deutscher Generalmajor des Ministeriums für Staatssicherheit (MfS) der DDR und Leiter der Bezirksverwaltung Magdeburg des MfS.

## Leben
Der Sohn eines Schuhmachers absolvierte nach dem Besuch der Volksschule ab 1945 eine Lehre zum Elektriker im Grusonwerk Magdeburg. Seit 1948 arbeitete er als Betriebselektriker im selben Werk, das 1946 in Maschinenfabrik Krupp-Gruson der Sowjetischen Maschinenbau AG  umbenannt worden war. 1949 wurde er Mitglied der SED. Am 12. Juni 1952 wurde er Mitarbeiter des MfS und begann seinen Dienst in der Abteilung VIII (Beobachtung/Ermittlung) der Kreisdienststelle Magdeburg. 1954 wurde er zur Bezirksverwaltung Magdeburg, Abteilung V (Staatsapparat, Kultur, Kirchen, Untergrund) versetzt. 1955 wurde er Leiter der Abteilung VII (Abwehr DVP). 1958/59 besuchte er die Bezirksparteischule und nahm von 1964 bis 1966 an einem Dreijahreslehrgang an der Juristischen Hochschule Potsdam-Eiche teil mit dem Abschluss als Diplom-Jurist. 1967 wurde er Stellvertreter Operativ des Leiters und im März 1977 Leiter der Bezirksverwaltung Magdeburg des MfS (Nachfolger von Oberst Heinz Kühne). Von Februar 1979 bis Dezember 1989 war er Mitglied der SED-Bezirksleitung Magdeburg. 1981 erfolgte seine Ernennung zum Generalmajor. Nach der Umbildung der Bezirksverwaltung des MfS im Dezember 1989 in ein Bezirksamt für Nationale Sicherheit, blieb er bis Januar 1990 Leiter dieses Bezirksamtes und wurde Ende Januar 1990 aus dem Dienst entlassen.
Am 4. Januar 1993 wurde er vom Landgericht Magdeburg wegen Anmaßung staatlicher Befugnisse, des Verwahrungsbruchs und der Beihilfe zur Unterschlagung zu einer Freiheitsstrafe von zwei Jahren und drei Monaten verurteilt. Die Strafe wurde zur Bewährung ausgesetzt. Er starb 1993 an einem Herzinfarkt, kurz nachdem ihm die Staatsanwaltschaft mitgeteilt hatte, dass sie gegen ihn wegen Verschleppung ermittle.